# Gli Swedenhielms
Gli Swedenhielms (Swedenhielms) è un film del 1935 diretto da Gustaf Molander.